# Batăr (gmina)
Batăr – gmina w Rumunii, w okręgu Bihor. Obejmuje miejscowości Arpășel, Batăr, Talpoș i Tăut. W 2011 roku liczyła 4920 mieszkańców.